# Sailly-lez-Lannoy
Sailly-lez-Lannoy é uma comuna francesa na região administrativa de Altos da França, no departamento do Norte. Estende-se por uma área de 4.43 km². Em 2010 a comuna tinha 1 964 habitantes (densidade: 443,3 hab./km²).